# Rumänische Fußballnationalmannschaft
Die rumänische Fußballnationalmannschaft (rumänisch Echipa națională de fotbal a României) galt in den 1990er Jahren zeitweilig als eine der stärksten Mannschaften Europas. Obwohl Rumänien bereits an den ersten drei Weltmeisterschaften (1930, 1934, 1938) teilgenommen hatte, konnte es erst in den 1990er Jahren international für Aufsehen sorgen. Insbesondere Rumäniens Fußballer des Jahrhunderts Gheorghe Hagi war für den Leistungsanstieg der Nationalmannschaft verantwortlich. Mit ihm als Spielmacher konnte diese sich dreimal in Folge für die Weltmeisterschaft (1990, 1994, 1998) und zweimal für die Europameisterschaft (1996, 2000) qualifizieren. Bei der WM 1994 gelang den Rumänen durch einen Sieg über Argentinien der Einzug ins Viertelfinale. Dort musste sich die Mannschaft dann jedoch gegen Schweden im Elfmeterschießen geschlagen geben.

## Geschichte

### Anfänge bis 1938
Der rumänische Fußballverband wurde zwar schon 1909 gegründet, doch trat man erst 1923 der FIFA bei. Im Jahr davor, am 8. Juni 1922, gab es das erste offizielle Länderspiel. In Belgrad wurde Jugoslawien 2:1 geschlagen. 1924 nahm eine rumänische Auswahl an den Olympischen Spielen in Paris teil, die im Achtelfinale gegen die Niederlande ausschied.
Rumänien nahm an den ersten drei Fußballweltmeisterschaften 1930, 1934 und 1938 teil, schied aber immer in der ersten Runde aus. 1930 wurde Rumänien Gruppenzweiter. Das entscheidende Gruppenspiel verlor man gegen den späteren Weltmeister Uruguay. 1934 unterlag man dem späteren Vizeweltmeister Tschechoslowakei im Achtelfinale mit 1:2. Vier Jahre später unterlag Rumänien im Achtelfinale gegen Kuba im Wiederholungsspiel, nachdem die erste Partie nach Verlängerung unentschieden ausgegangen war.

### 1952–1990
Nach dem Zweiten Weltkrieg nahm eine rumänische Auswahl an den Olympischen Spielen 1952 in Finnland teil, die jedoch schon in der ersten Runde gegen Ungarn ausschied. Danach konnte sich Rumänien nur selten für die großen Fußballturniere qualifizieren. Bei den Olympischen Spielen 1964 in Tokio erreichte man das Viertelfinale. Bei den Weltmeisterschaften 1970 unterlag Rumänien gegen den amtierenden Weltmeister England 0:1 und den späteren Weltmeister dieses Turniers, Brasilien, mit 2:3. 1984 qualifizierte sich Rumänien zum ersten Mal für die Europameisterschaft. In Frankreich schied man jedoch als Gruppenletzter aus.

### Die rumänische Glanzzeit 1990–2000
Während der 1990er Jahre gelang der rumänischen Nationalmannschaft um Gheorghe Hagi der internationale Durchbruch. Neben ihm prägten wichtige Spielerpersönlichkeiten wie Gheorghe Popescu, Dan Petrescu, Dorinel Munteanu und Ilie Dumitrescu die Mannschaft. Gleich zu Beginn des Jahrzehntes war man unter Emerich Jenei bei der WM in Italien präsent, wo man sich im Elfmeterschießen des Achtelfinales Irland geschlagen geben musste. Nach einem kurzen Tief und dem Scheitern in der folgenden EM-Qualifikation, kehrte man unter Anghel Iordănescu wieder auf das internationale Parkett zurück. Bei der WM 1994 in den Vereinigten Staaten spielte sich die Elf des 45-jährigen Coaches in einen Rausch und drang bis ins Viertelfinale vor. Hierbei sorgte vor allem das Achtelfinalspiel gegen Argentinien für Aufsehen. In einer fulminanten Partie setzten sich die Rumänen gegen den amtierenden Vizeweltmeister mit 3:2 in einem Spiel, das anschließend zum besten des Turniers gekürt werden sollte, durch. Im folgenden Spiel gegen Schweden musste man gegen Ende der Verlängerung aufgrund eines Torwartfehlers von Florin Prunea den Ausgleich hinnehmen. Nach einem Fehlschuss von Miodrag Belodedici im folgenden Elfmeterschießen endete der Parcours der Iordănescu-Elf in den USA im Viertelfinale.
Die anschließende Europameisterschaft in England wurde erreicht, jedoch enttäuschte die Elf um Gheorghe Hagi vollends und schied als Gruppenletzter mit 0 Punkten aus. Zwei Jahre später präsentierte sich die Mannschaft bei der WM in Frankreich wesentlich besser und erreichte das Achtelfinale, in welchem man gegen eine aufstrebende kroatische Mannschaft mit 0:1 ausschied. Die in die Jahre gekommene goldene Generation konnte bei der folgenden EM 2000 in Belgien und den Niederlanden einen erfolgreichen Abschluss feiern.
Nachdem Victor Pițurcă die Elf zur Europameisterschaft geführt hatte, musste dieser aufgrund von Streitigkeiten mit Superstar Gheorghe Hagi die Koffer packen. An seiner Stelle wurde nun wieder Emerich Jenei aufgeboten, der mit seiner Mannschaft sowohl England als auch Deutschland hinter sich lassen konnte und somit erst im Viertelfinale am späteren Vizeeuropameister Italien mit 0:2 scheiterte.

### Seit 2000

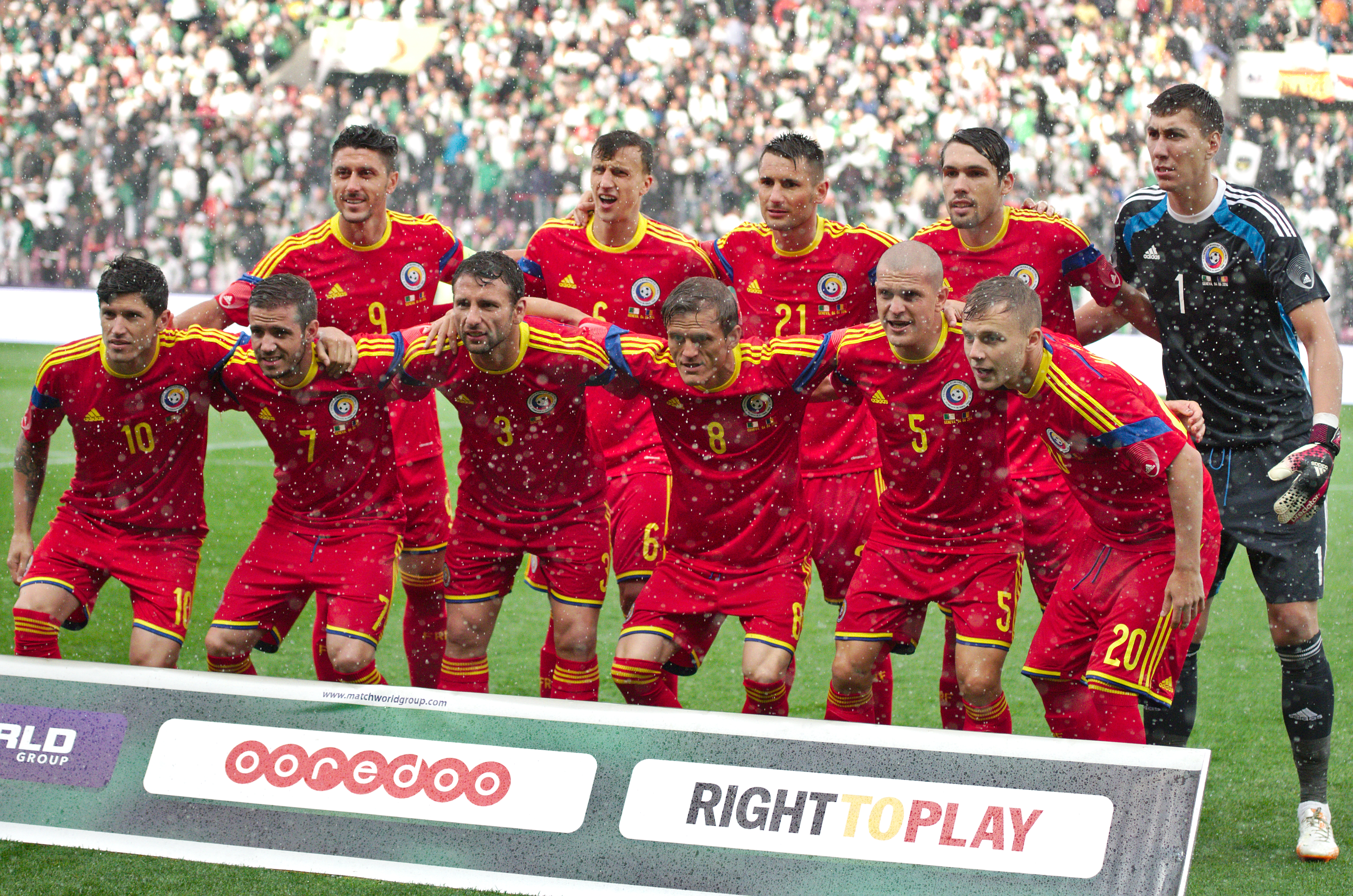
Rumänische Nationalmannschaft 2014

In der Folgezeit konnte die rumänische Mannschaft an diese Erfolge nicht mehr anknüpfen:
Bei der Qualifikation zur Europameisterschaft 2004 scheiterte sie trotz herausragender Spieler wie Cristian Chivu und Adrian Mutu knapp an Norwegen und Dänemark; für die WM-Endrunde 2006 konnte sich Rumänien ebenfalls nicht qualifizieren. 2008 konnte die Mannschaft zwar souverän den Gruppensieg in der EM-Qualifikation erringen, scheiterte anschließend jedoch bereits in der Vorrunde des Turniers. Für die WM-Endrunde 2010 und 2014 wurde die Qualifikation erneut verfehlt. Für die EM 2016 gelang die Qualifikation, das Team scheiterte jedoch in der Vorrunde. Danach war bis 2017 Christoph Daum Trainer, nach Josef Uridil (1934) der erste Trainer aus dem Ausland.

## Teilnahme Rumäniens an Fußball-Weltmeisterschaften (siebenmal)
| Jahr | Gastgeberland  | Teilnahme bis …    | Letzte(r) Gegner                     | Ergebnis | Trainer             | Bemerkungen, Besonderheiten und Ergebnisse |
| ---- | -------------- | ------------------ | ------------------------------------ | -------- | ------------------- | --- |
| 1930 | Uruguay        | Vorrunde           | Peru, Uruguay                        | 8.       | Costel Rădulescu    | Die Anreise wurde vom König finanziert, sie reisten zusammen mit den Belgiern und Franzosen auf der Conte Verde an. Peru wurde mit 3:1 (0:1) besiegt. Nach der Niederlage gegen Uruguay mit 0:4 (0:4) schied man als Gruppenzweiter aus. |
| 1934 | Italien        | Achtelfinale       | Tschechoslowakei                     | 12.      | Josef Uridil        | Die im K.-o.-System ausgetragene WM startete im Achtelfinale, wo man dem späteren Vize-Weltmeister mit 1:2 (1:0) unterlag. |
| 1938 | Frankreich     | Achtelfinale       | Kuba                                 | 9.       | Alexandru Săvulescu | Wie vier Jahre zuvor wurde die WM im K.-o.-System ausgetragen, das Achtelfinale entsprach erneut der ersten Runde. Nach dem 3:3 n. V. (2:2, 1:1) in der ersten Begegnung, folgte eine Niederlage mit 1:2 (1:0) im Wiederholungsspiel.    |
| 1950 | Brasilien      | nicht teilgenommen |                                      |          |                     | |
| 1954 | Schweiz        | nicht qualifiziert |                                      |          |                     | In der Qualifikation an der Tschechoslowakei gescheitert |
| 1958 | Schweden       | nicht qualifiziert |                                      |          |                     | In der Qualifikation an Jugoslawien gescheitert |
| 1962 | Chile          | zurückgezogen      |                                      |          |                     | Zu den Qualifikationsspielen gegen Italien nicht angetreten. |
| 1966 | England        | nicht qualifiziert |                                      |          |                     | In der Qualifikation an Portugal gescheitert |
| 1970 | Mexiko         | Vorrunde           | England, Tschechoslowakei, Brasilien | 10.      | Angelo Niculescu    | Die Spiele gegen den amtierenden und den werdenden Weltmeister wurden nur mit einem Tor Unterschied verloren, gegen die Tschechoslowakei 2:1 gewonnen.                                                                                   |
| 1974 | Deutschland    | nicht qualifiziert |                                      |          |                     | In der Qualifikation an der DDR gescheitert |
| 1978 | Argentinien    | nicht qualifiziert |                                      |          |                     | In der Qualifikation an Spanien gescheitert |
| 1982 | Spanien        | nicht qualifiziert |                                      |          |                     | In der Qualifikation an Ungarn und England gescheitert |
| 1986 | Mexiko         | nicht qualifiziert |                                      |          |                     | In der Qualifikation an England und Nordirland gescheitert |
| 1990 | Italien        | Achtelfinale       | Irland                               | 12.      | Emerich Jenei       | 0:0 n. V., 4:5 im Elfmeterschießen |
| 1994 | USA            | Viertelfinale      | Schweden                             | 6.       | Anghel Iordănescu   | 2:2 n. V. (1:1, 0:0), 4:5 im Elfmeterschießen |
| 1998 | Frankreich     | Achtelfinale       | Kroatien                             | 11.      | Anghel Iordănescu   | 0:1 (0:1) |
| 2002 | Südkorea/Japan | nicht qualifiziert |                                      |          |                     | In der Qualifikation in den Play-offs an Slowenien gescheitert |
| 2006 | Deutschland    | nicht qualifiziert |                                      |          |                     | In der Qualifikation an den Niederlanden und Tschechien gescheitert |
| 2010 | Südafrika      | nicht qualifiziert |                                      |          |                     | In der Qualifikation an Serbien und Frankreich gescheitert |
| 2014 | Brasilien      | nicht qualifiziert |                                      |          |                     | In der Qualifikation in den Play-offs an Griechenland gescheitert |
| 2018 | Russland       | nicht qualifiziert |                                      |          |                     | In der Qualifikation an Dänemark und Polen gescheitert |
| 2022 | Katar          | nicht qualifiziert |                                      |          |                     | In der Qualifikation an Deutschland und Nordmazedonien gescheitert |

## Teilnahme Rumäniens an Fußball-Europameisterschaften (sechsmal)
Rumänien nahm an allen Europameisterschaften teil, erreichte aber nur sechsmal die Endrunde, davon einmal bei acht, zweimal bei 24 sowie dreimal bei 16 Teilnehmern.
| Jahr | Gastgeberland           | Teilnahme bis …    | Letzte(r) Gegner                 | Ergebnis | Bemerkungen und Besonderheiten |
| ---- | ----------------------- | ------------------ | -------------------------------- | -------- | --- |
| 1960 | Frankreich              | nicht qualifiziert |                                  |          | Im Viertelfinale am späteren Dritten Tschechoslowakei gescheitert.                                                                              |
| 1964 | Spanien                 | nicht qualifiziert |                                  |          | In der Vorrunde am späteren Europameister Spanien gescheitert.                                                                                  |
| 1968 | Italien                 | nicht qualifiziert |                                  |          | In der Qualifikation am späteren Europameister Italien gescheitert.                                                                             |
| 1972 | Belgien                 | nicht qualifiziert |                                  |          | Im Viertelfinale nach Entscheidungsspiel in Belgrad am späteren Vierten Ungarn gescheitert.                                                     |
| 1976 | Jugoslawien             | nicht qualifiziert |                                  |          | In der Qualifikation an Spanien gescheitert, das aber die Endrunde auch nicht erreichte.                                                        |
| 1980 | Italien                 | nicht qualifiziert |                                  |          | In der Qualifikation erneut an Spanien gescheitert.                                                                                             |
| 1984 | Frankreich              | Vorrunde           | Deutschland, Portugal, Spanien   | –        | Nach einem Remis gegen Spanien und Niederlagen gegen Titelverteidiger Deutschland sowie Portugal als Gruppenletzter ausgeschieden.              |
| 1988 | BR Deutschland          | nicht qualifiziert |                                  |          | In der Qualifikation wieder an Spanien gescheitert.                                                                                             |
| 1992 | Schweden                | nicht qualifiziert |                                  |          | In der Qualifikation an Schottland gescheitert.                                                                                                 |
| 1996 | England                 | Vorrunde           | Bulgarien, Frankreich, Spanien   | –        | Nach drei Niederlagen als Gruppenletzter ausgeschieden                                                                                          |
| 2000 | Niederlande und Belgien | Viertelfinale      | Italien                          | 0-2      | |
| 2004 | Portugal                | nicht qualifiziert |                                  |          | In der Qualifikation an Dänemark gescheitert.                                                                                                   |
| 2008 | Österreich und Schweiz  | Vorrunde           | Frankreich, Italien, Niederlande | –        | Nach Remis gegen die Finalisten der Fußball-Weltmeisterschaft 2006 und einer Niederlage gegen die Niederlande als Gruppendritter ausgeschieden. |
| 2012 | Polen und Ukraine       | nicht qualifiziert |                                  |          | In der Qualifikation an Frankreich und Bosnien/Herzegowina gescheitert.                                                                         |
| 2016 | Frankreich              | Vorrunde           | Frankreich, Schweiz, Albanien    |          | Als Gruppenletzter ausgeschieden. |
| 2021 | Europa                  | nicht qualifiziert |                                  |          | Über die Nations League für die Play-offs qualifiziert, wo die Mannschaft im Halbfinale an Island scheiterte.                                   |
| 2024 | Deutschland             | Achtelfinale       | Niederlande                      | 0-3      | Nach dem Gewinn der EM-Gruppe vor Belgien, Slowakei und Ukraine gegen die Niederlande im Achtelfinale ausgeschieden.                            |

## UEFA Nations League
- 2018/19: Liga C, 2. Platz mit 3 Siegen und 3 Remis, Aufstieg in Liga B durch Ligaaufstockung
- 2020/21: Liga B, 3. Platz mit 2 Siegen, 2 Remis und 2 Niederlagen
- 2022/23: Liga B, 4. Platz mit 2 Siegen, 1 Remis und 3 Niederlagen, mit schlechterer Tordifferenz als der punktgleiche Dritte
- 2024/25: Liga C, 1. Platz mit 6 Siegen

## Teilnahme an den Olympischen Sommerspielen für Amateurmannschaften (dreimal)
| 1908 in London       | nicht teilgenommen, der Verband wurde erst 1909 gegründet               |
| 1912 in Stockholm    | nicht teilgenommen, der Verband wurde erst 1923 in die FIFA aufgenommen |
| 1920 in Antwerpen    | nicht teilgenommen, der Verband wurde erst 1923 in die FIFA aufgenommen |
| 1924 in Paris        | Achtelfinale                                                            |
| 1928 in Amsterdam    | nicht teilgenommen                                                      |
| 1936 in Berlin       | nicht teilgenommen                                                      |
| 1948 in London       | nicht teilgenommen                                                      |
| 1952 in Helsinki     | Qualifikation                                                           |
| 1956 in Melbourne    | nicht teilgenommen                                                      |
| 1960 in Rom          | nicht qualifiziert                                                      |
| 1964 in Tokio        | Viertelfinale                                                           |
| 1968 in Mexiko-Stadt | nicht qualifiziert                                                      |
| 1972 in München      | nicht qualifiziert                                                      |
| 1976 in Montreal     | nicht qualifiziert                                                      |
| 1980 in Moskau       | nicht qualifiziert                                                      |

## Aktueller Kader
Folgende 26 Spieler wurden in den rumänischen Kader für die Fußball-Europameisterschaft 2024 berufen.
- Stand: 2. Juli 2024 (nach dem Länderspiel gegen die Niederlande)

| Nr.        | Name               | Verein                   | Geburtsdatum  | Einsätze | Tore |     |     |
| Tor        | Tor                | Tor                      | Tor           | Tor      | Tor  | Tor | Tor |
| ---------- | ------------------ | ------------------------ | ------------- | -------- | ---- | --- | --- |
| 1          | Florin Niță        | Gaziantep FK             | 3. Juli 1987  | 25       | 0    |     |     |
| 12         | Horațiu Moldovan   | Atlético Madrid          | 20. Jan. 1998 | 11       | 0    |     |     |
| 16         | Ștefan Târnovanu   | FCSB Bukarest            | 9. Mai 2000   | 1        | 0    |     |     |
| Abwehr     |                    |                          |               |          |      |     |     |
| 11         | Nicușor Bancu      | CS Universitatea Craiova | 18. Sep. 1992 | 39       | 2    |     |     |
| 15         | Andrei Burcă       | al-Okhdood               | 15. Apr. 1993 | 31       | 1    |     |     |
| 3          | Radu Drăgușin      | Tottenham Hotspur        | 3. Feb. 2002  | 21       | 0    |     |     |
| 22         | Vasile Mogoș       | CFR Cluj                 | 31. Okt. 1992 | 8        | 0    |     |     |
| 5          | Ionuț Nedelcearu   | FC Palermo               | 25. Apr. 1996 | 27       | 2    |     |     |
| 2          | Andrei Rațiu       | Rayo Vallecano           | 20. Juni 1998 | 21       | 1    |     |     |
| 24         | Bogdan Racovițan   | Raków Częstochowa        | 6. Juni 2000  | 4        | 0    |     |     |
| 4          | Adrian Rus         | Paphos FC                | 18. März 1996 | 22       | 1    |     |     |
| Mittelfeld |                    |                          |               |          |      |     |     |
| 21         | Nicolae Stanciu    | Damac FC                 | 7. Mai 1993   | 74       | 15   |     |     |
| 18         | Răzvan Marin       | FC Empoli                | 23. Mai 1996  | 59       | 5    |     |     |
| 10         | Ianis Hagi         | Deportivo Alavés         | 22. Okt. 1998 | 39       | 5    |     |     |
| 8          | Alexandru Cicâldău | Konyaspor                | 8. Juli 1997  | 38       | 4    |     |     |
| 20         | Dennis Man         | Parma Calcio 1913        | 26. Aug. 1998 | 28       | 7    |     |     |
| 13         | Valentin Mihăilă   | Parma Calcio 1913        | 2. Feb. 2000  | 24       | 4    |     |     |
| 6          | Marius Marin       | Pisa Sporting Club       | 30. Aug. 1998 | 22       | 0    |     |     |
| 14         | Darius Olaru       | FCSB Bukarest            | 3. März 1998  | 20       | 0    |     |     |
| 23         | Deian Sorescu      | Gaziantep FK             | 29. Aug. 1997 | 19       | 0    |     |     |
| 17         | Florinel Coman     | FCSB Bukarest            | 10. Apr. 1998 | 17       | 1    |     |     |
|            | Adrian Șut         | FCSB Bukarest            | 30. Apr. 1999 | 1        | 0    |     |     |
| Angriff    |                    |                          |               |          |      |     |     |
| 9          | George Pușcaș      | SSC Bari                 | 8. Apr. 1996  | 44       | 11   |     |     |
| 7          | Denis Alibec       | Muaither SC              | 5. Jan. 1991  | 39       | 5    |     |     |
| 25         | Daniel Bîrligea    | CFR Cluj                 | 19. Apr. 2000 | 2        | 0    |     |     |
| 19         | Denis Drăguș       | Gaziantep FK             | 6. Juni 1999  | 15       | 3    |     |     |

| Trainer        |          |             |  |
| Mircea Lucescu | Rumänien | August 2024 |  |

## Trainer
- Josef Uridil (1934)[5]
- Emerich Vogl (1949–1963)
- Gheorghe Popescu (1952–1953, 1955–1958, 1961, 1962)
- Ștefan Kovács (1976–1980)

Die Nationaltrainer ab 1981:
- Mircea Lucescu (1981–1986)
- Emerich Jenei (1986–1990)
- Gheorghe Constantin (1990)
- Mircea Rădulescu (1990–1992)
- Cornel Dinu (1992–1993)
- Anghel Iordănescu (1993–1998)
- Victor Pițurcă (1998–1999)
- Emerich Jenei (2000)
- László Bölöni (2000–2001)
- Gheorghe Hagi (2001–2002)
- Anghel Iordănescu (2002–2004)
- Victor Pițurcă (2004–2009)
- Răzvan Lucescu (2009–2011)
- Victor Pițurcă (2011–2014)
- Anghel Iordănescu (2014–2016)
- Christoph Daum (2016–2017)
- Cosmin Contra (2017–2019)
- Mirel Rădoi (2019–2021)
- Eduard Iordănescu (2022–2024)
- Mircea Lucescu (2024–)

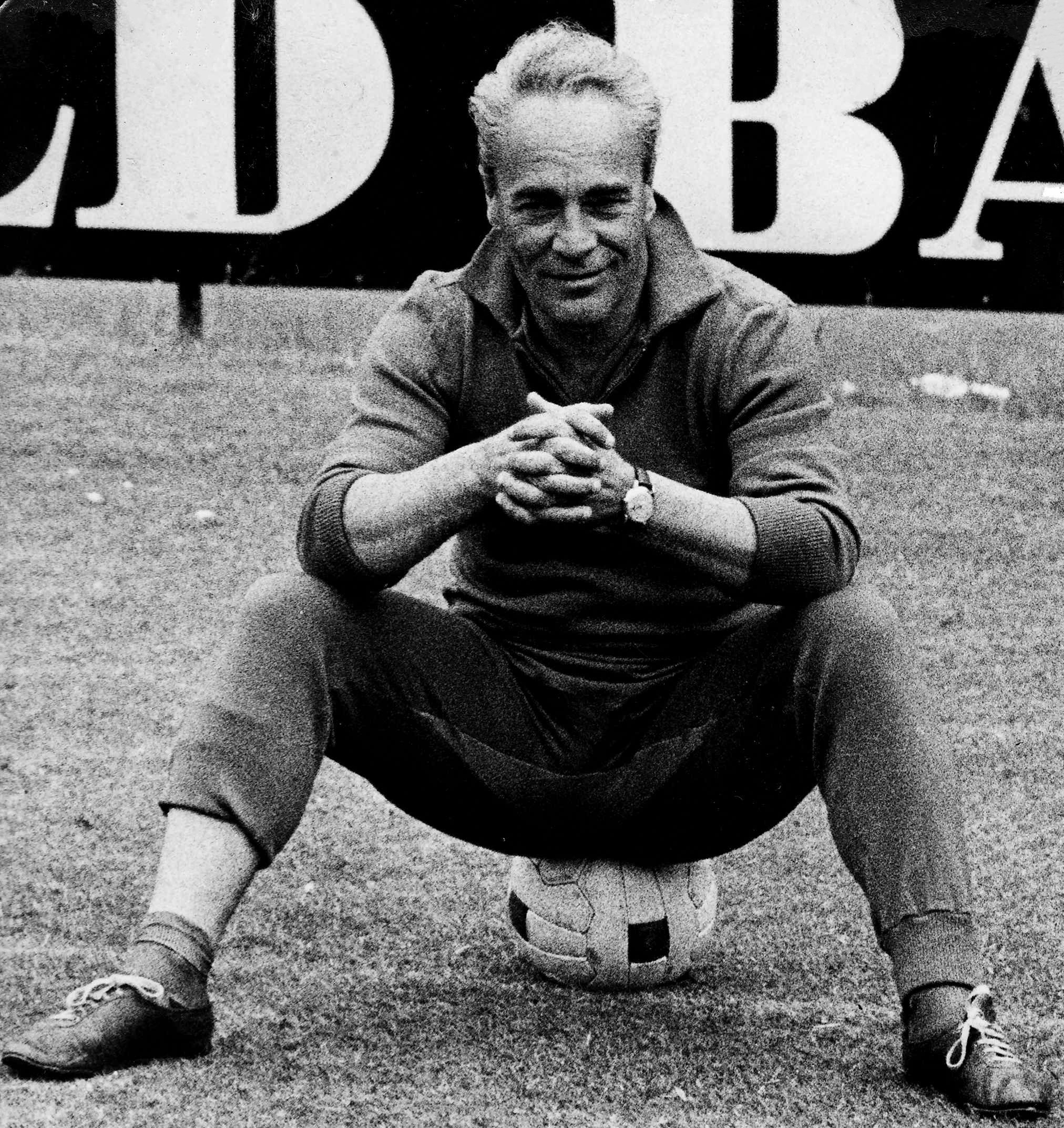
Silviu Ploeșteanu
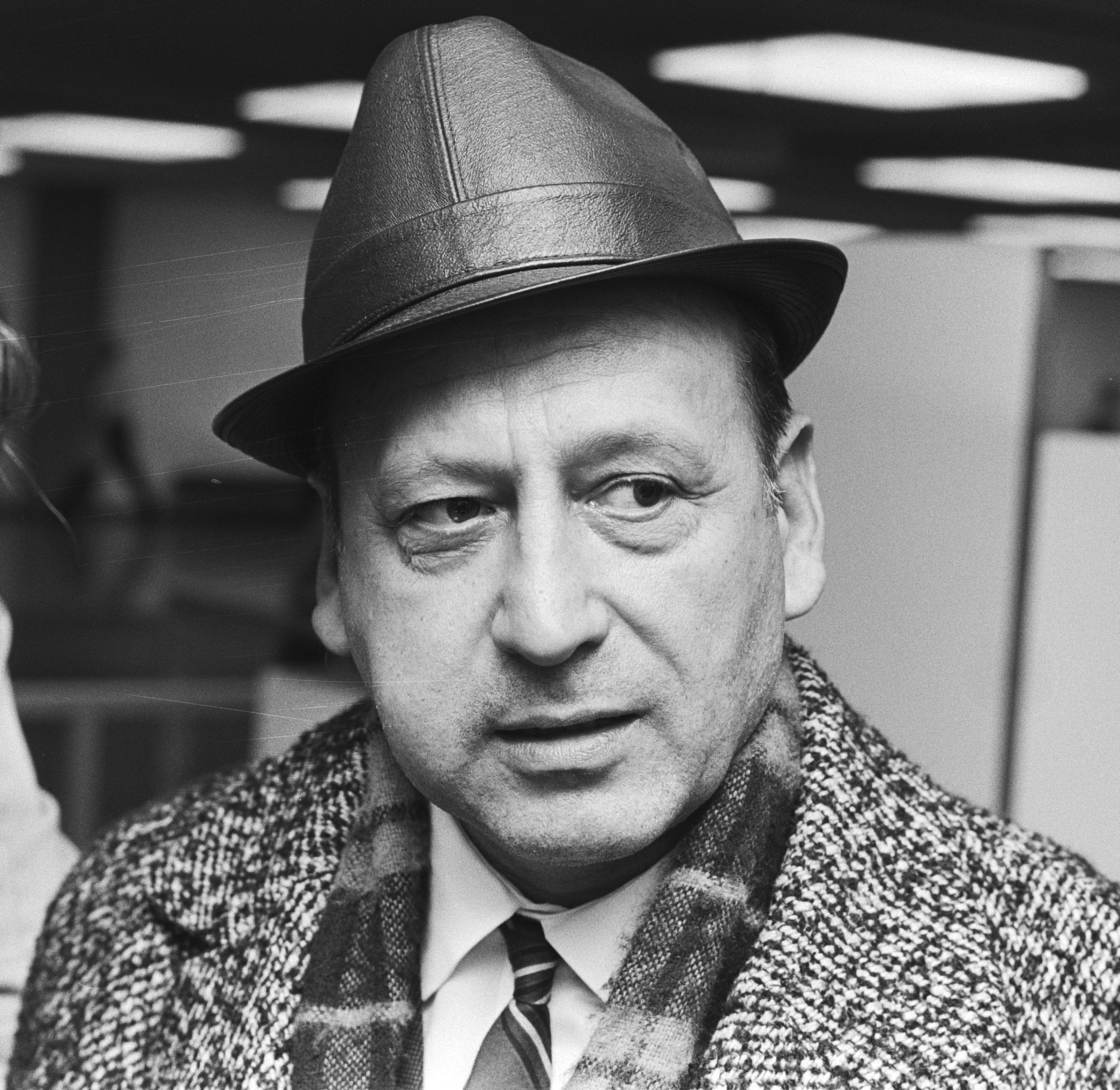
Angelo Niculescu
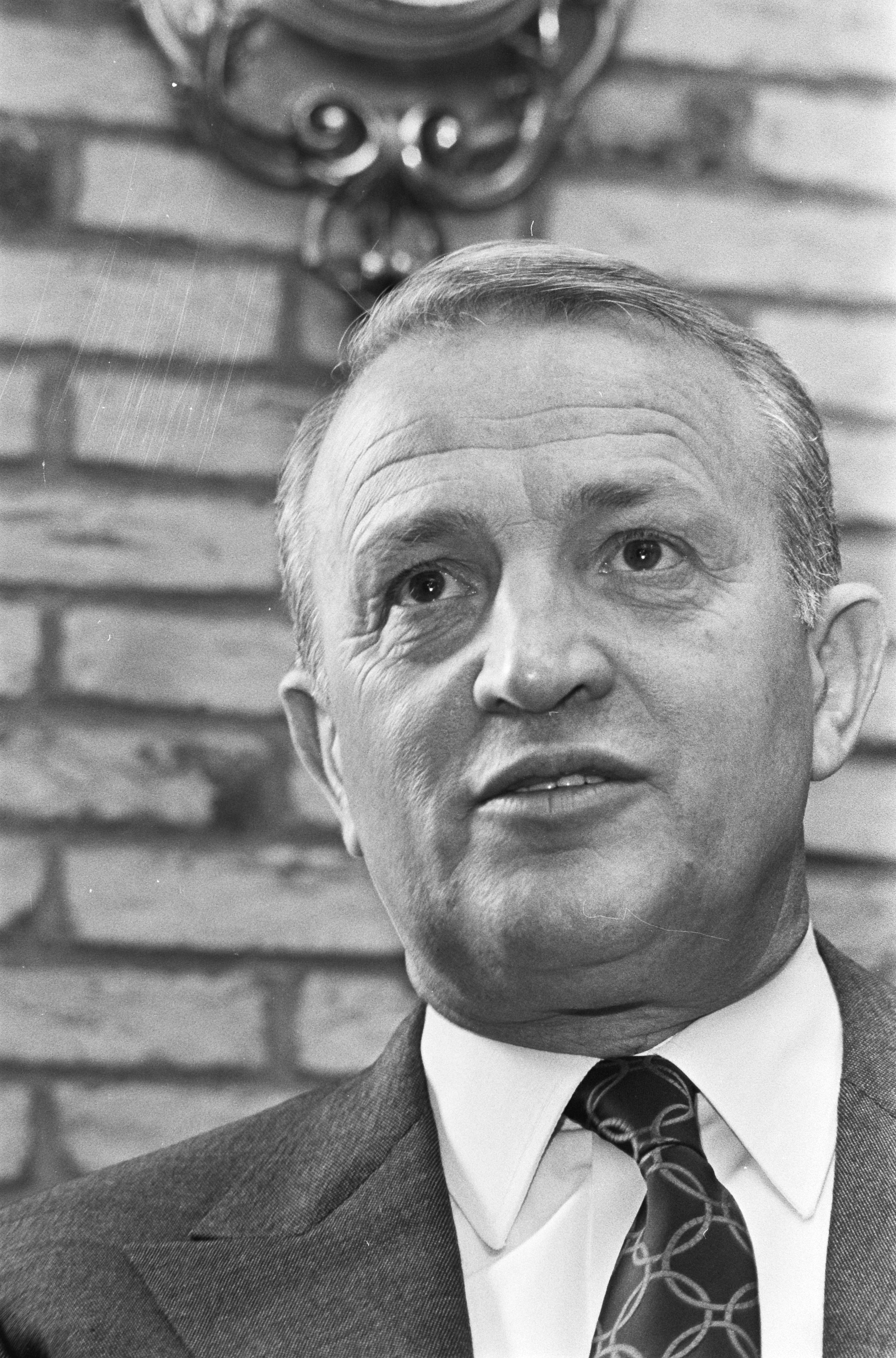
Ștefan Kovács
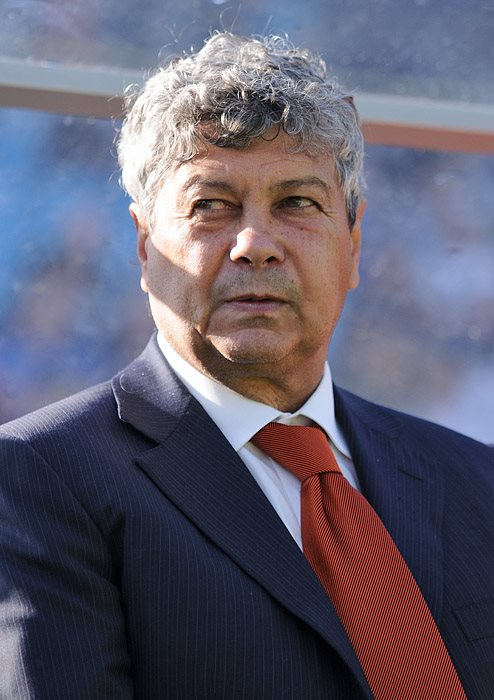
Mircea Lucescu
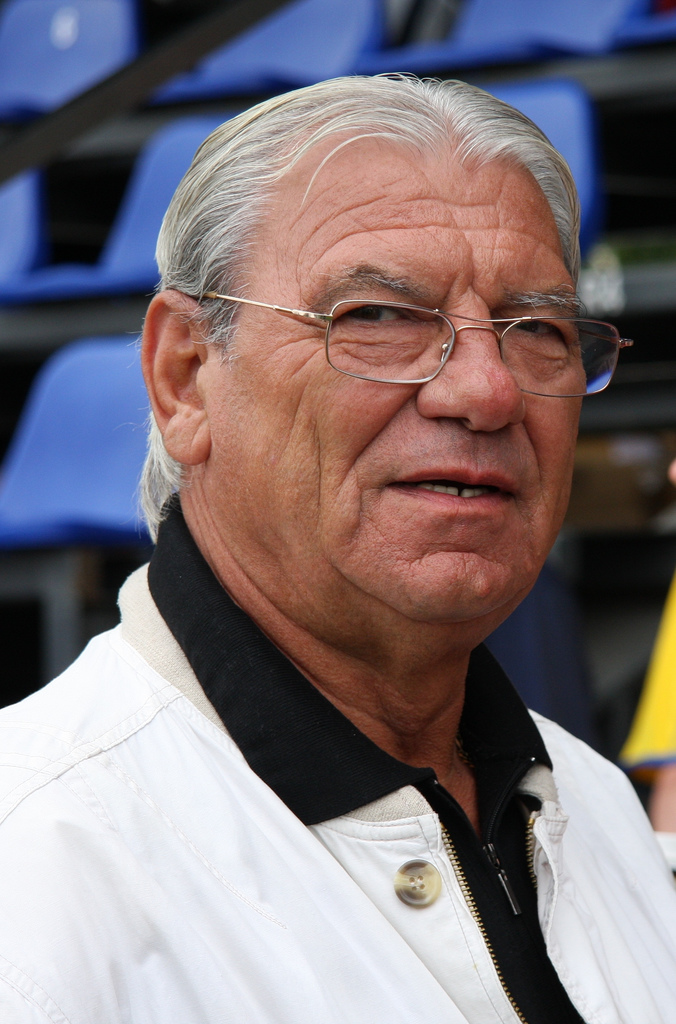
Emerich Jenei
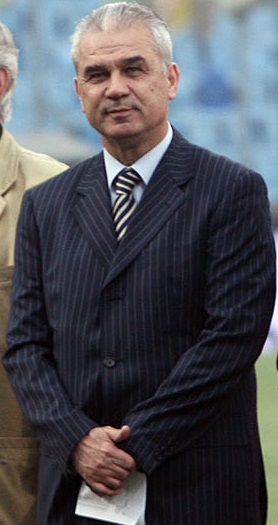
Anghel Iordănescu
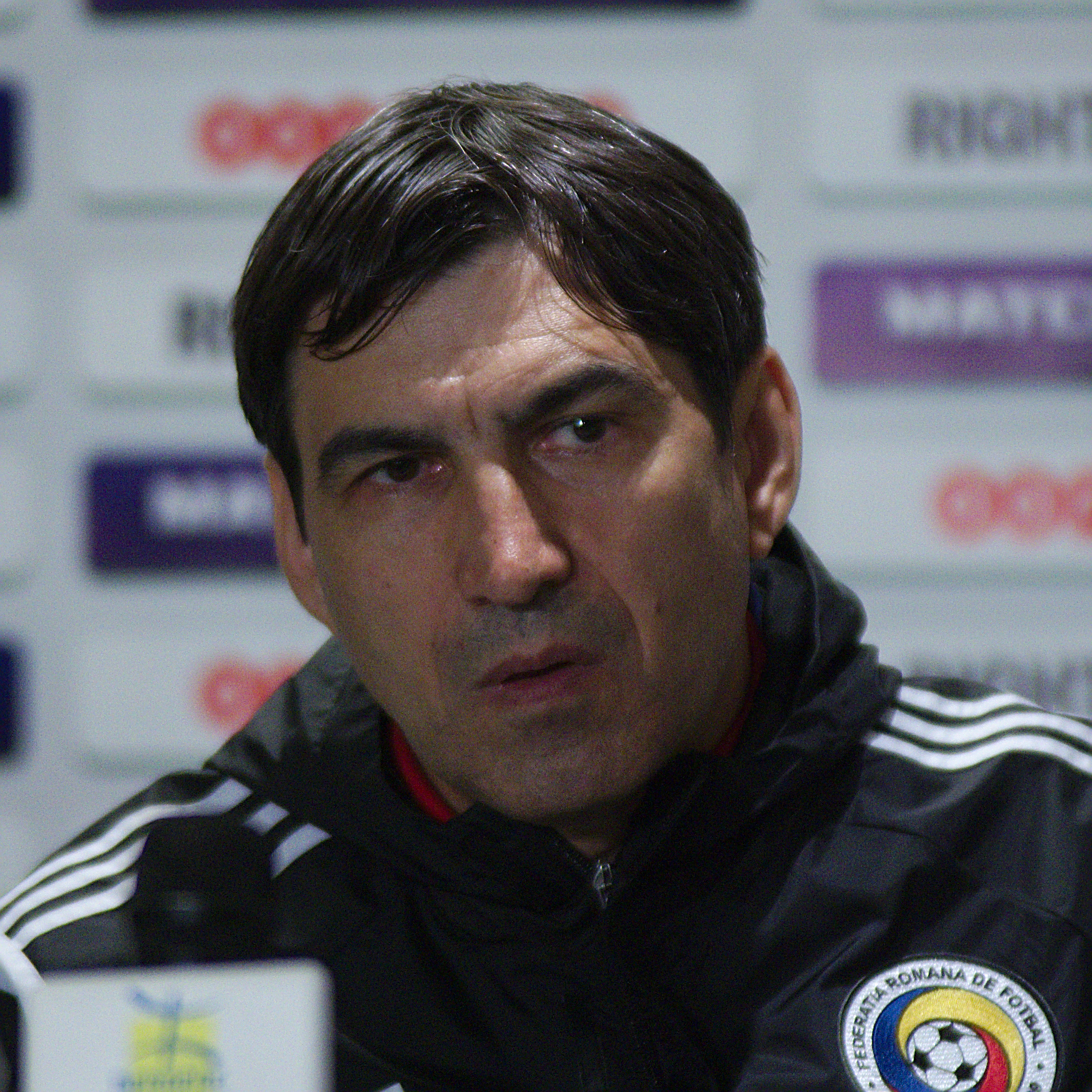
Victor Pițurcă
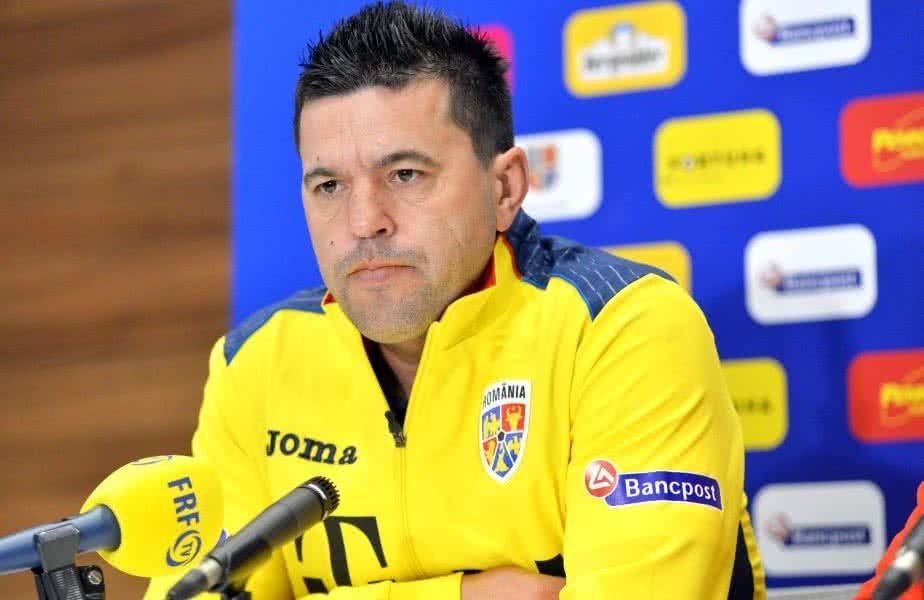
Cosmin Contra

## Rekordspieler
Stand: 24. März 2025
Von den derzeit aktiven Spielern hat Nicolae Stanciu die meisten Länderspiele (81) bestritten.
| Rang           | Name             | Einsätze! | Tore | Position          | Zeitraum  | WM-Spiele | EM-Spiele | Rekordnationalspieler               |
| 01.            | Dorinel Munteanu | 134       | 16   | Mittelfeld        | 1991–2007 | 9         | 7         | seit 2. September 2005              |
| 02.            | Gheorghe Hagi    | 124       | 35   | Mittelfeld        | 1983–2000 | 12        | 8         | 29. März 1997 bis 2. September 2005 |
| 03.            | Gheorghe Popescu | 115       | 16   | Abwehr/Mittelfeld | 1988–2003 | 13        | 6         |                                     |
| 04.            | Răzvan Raț       | 113       | 2    | Abwehr            | 2002–2016 | 0         | 5         |                                     |
| 05.            | László Bölöni    | 102 (101) | 23   | Mittelfeld        | 1975–1988 | 0         | 3         | 1. Mai 1985 bis 29. März 1997       |
| 06.            | Dan Petrescu     | 95        | 12   | Abwehr            | 1989–2000 | 9         | 6         |                                     |
| 07.            | Bogdan Stelea    | 91        | 0    | Tor               | 1988–2005 | 6         | 6         |                                     |
| 08.            | Michael Klein †  | 89        | 5    | Abwehr            | 1981–1991 | 4         | 3         |                                     |
| 09.            | Bogdan Lobonț    | 86        | 0    | Tor               | 1998–2018 | 0         | 3         |                                     |
| 10.            | Marius Lăcătuș   | 83        | 13   | Angriff           | 1984–1998 | 5         | 2         |                                     |
| 10.            | Mircea Rednic    | 83        | 2    | Abwehr            | 1981–1991 | 4         | 3         |                                     |
| Anmerkungen:1. |                  |           |      |                   |           |           |           |                                     |

## Rekordtorschützen
Gheorghe Hagi ist seit dem 10. September 1997 Rekordtorschütze, als er mit seinem 31. Tor den Vorkriegsrekord von Iuliu Bodola überbot und ihn anschließend auf 35 Tore steigerte. Am 22. März 2013 stellte Adrian Mutu beim 2:2 im WM-Qualifikationsspiel gegen Ungarn Hagis Rekord ein. Bester aktueller Torschütze ist Nicolae Stanciu mit fünfzehn Länderspieltoren.
| Rang | Name              | Tore   | Einsätze  | Quote | Zeitraum  | WM-Tore | EM-Tore |
| --- | ----------------- | ------ | --------- | ----- | --------- | ------- | ------- |
| 01. | Gheorghe Hagi     | 35     | 124       | 0,28  | 1983–2000 | 3       | 0       |
| 01. | Adrian Mutu       | 35     | 77        | 0,45  | 2000–2013 |         | 1       |
| 03. | Iuliu Bodola †    | 31 *   | 48 *      | 0,65  | 1931–1939 | 0       |         |
| 04. | Viorel Moldovan   | 25     | 70        | 0,36  | 1993–2005 | 2       | 1       |
| 04. | Ciprian Marica    | 25     | 72        | 0,35  | 2003–2014 |         |         |
| 06. | László Bölöni     | 23 *** | 102 (101) | 0,41  | 1975–1988 |         |         |
| 07. | Rodion Cămătaru   | 21     | 73        | 0,29  | 1978–1990 |         | 0       |
| 07. | Dudu Georgescu    | 21     | 40        | 0,53  | 1973–1984 |         |         |
| 07. | Anghel Iordănescu | 21     | 57        | 0,37  | 1971–1981 |         |         |
| 07. | Florin Răducioiu  | 21     | 40        | 0,53  | 1990–1996 | 4       | 1       |
| Anmerkungen:* Zudem vier Tore für Ungarn * Zudem 13 Spiele für Ungarn zwischen 1940 und 1948 *** Zudem 1 Tor in einem Qualifikationsspiel zu den Olympischen Spielen. |                   |        |           |       |           |         |         |

## Weitere bekannte Spieler
| - Ioan Andone - Ilie Balaci - Gavril Balint - Miodrag Belodedici - Ion Bogdan - Cristian Chivu - Gheorghe Ciolac - Dan Coe - Cosmin Contra - Augustin Deleanu - Cornel Dinu - Ilie Dumitrescu |  | - Iulian Filipescu - Constantin Gâlcă - Ionel Gane - Tiberiu Ghioane - Adrian Ilie - Ion Ionescu - Mircea Lucescu - Ioan Lupescu - Bazil Marian - Dorin Mateuț - Viorel Năstase - Marius Niculae |  | - Ion Nunweiller - Radu Nunweiller - Titus Ozon - Basarab Panduru - Ion Pârcălab - Iosif Petschovski - Marcel Răducanu - Ștefan Sameș - Alexander Szatmári - Ion Timofte - Nicolae Ungureanu |  |  |

## Länderspiele

### Aktuelle Länderspiele
Aufgelistet sind alle Spiele der letzten zwölf Monate und alle geplanten Begegnungen. Die Ergebnisse werden aus rumänischer Sicht genannt.
| Datum         | Spielort                | Gegner                  | Ergebnis    | Art des Spiels              |
| ------------- | ----------------------- | ----------------------- | ----------- | --------------------------- |
| 4. Juni 2024  | Bukarest                | Bulgarien               | 0:0         | Freundschaftsspiel          |
| 8. Juni 2024  | Bukarest                | Liechtenstein           | 0:0         | Freundschaftsspiel          |
| 17. Juni 2024 | München (DEU)           | Ukraine                 | 3:0 (1:0)   | EM 2024-Gruppenspiel        |
| 22. Juni 2024 | Köln (DEU)              | Belgien                 | 0:2 (0:1)   | EM 2024-Gruppenspiel        |
| 26. Juni 2024 | Frankfurt am Main (DEU) | Slowakei                | 1:1 (1:1)   | EM 2024-Gruppenspiel        |
| 2. Juli 2024  | München (DEU)           | Niederlande             | 0:3 (0:1)   | EM 2024-Achtelfinale        |
| 6. Sep. 2024  | Pristina (KOS)          | Kosovo                  | 3:0 (1:0)   | UEFA Nations League 2024/25 |
| 9. Sep. 2024  | Cluj-Napoca             | Litauen                 | 3:1 (1:1)   | UEFA Nations League 2024/25 |
| 12. Okt. 2024 | Larnaka (CYP)           | Zypern                  | 3:0 (3:0)   | UEFA Nations League 2024/25 |
| 15. Okt. 2024 | Kaunas (LTU)            | Litauen                 | (2:1) (1:1) | UEFA Nations League 2024/25 |
| 15. Nov. 2024 | Bukarest                | Kosovo                  | 3:0 (0:0)   | UEFA Nations League 2024/25 |
| 18. Nov. 2024 | Bukarest                | Zypern                  | 4:1 (2:0)   | UEFA Nations League 2024/25 |
| 21. März 2025 | Bukarest                | Bosnien und Herzegowina | 0:1 (0:1)   | WM 2026-Qualifikation       |
| 24. März 2025 | Serravalle (SMR)        | San Marino              | 5:1 (2:0)   | WM 2026-Qualifikation       |
| 7. Juni 2025  | Wien (AUT)              | Österreich              |             | WM 2026-Qualifikation       |
| 10. Juni 2025 | Bukarest                | Zypern                  |             | WM 2026-Qualifikation       |
| 5. Sep. 2025  |                         | Kanada                  |             | Freundschaftsspiel          |
| 9. Sep. 2025  |                         | Zypern                  |             | WM 2026-Qualifikation       |
| 9. Okt. 2025  |                         | Moldau                  |             | Freundschaftsspiel          |
| 12. Okt. 2025 |                         | Österreich              |             | WM 2026-Qualifikation       |
| 15. Nov. 2025 |                         | Bosnien und Herzegowina |             | WM 2026-Qualifikation       |
| 18. Nov. 2025 |                         | San Marino              |             | WM 2026-Qualifikation       |

### Länderspielbilanzen
Rumänien hat folgende Bilanzen in offiziellen Spielen gegen andere Nationalmannschaften (mindestens 10 Spiele; Stand: 19. Oktober 2024):
| Land             | Sp. | S  | U  | N  | Tor- verhältnis | Tor- differenz | Wichtige Begegnungen |
| ---------------- | --- | -- | -- | -- | --------------- | -------------- | --- |
| Albanien         | 17  | 11 | 03 | 03 | 041:10          | +31            | WM-Qualifikation 1974; EM-Qualifikation 1988, 2008, 2012, EM-Vorrunde 2016                                                        |
| Belgien          | 13  | 05 | 02 | 06 | 014:18          | −04            | WM-Qualifikation 1994 |
| Bulgarien        | 34  | 18 | 07 | 09 | 070:49          | +21            | WM-Qualifikation 1954, 1990; EM-Qualifikation 1992, 2008, EM-Vorrunde 1996                                                        |
| Dänemark         | 11  | 04 | 04 | 03 | 018:15          | +03            | WM-Qualifikation 1990, 2018; EM-Qualifikation 1976, 2004                                                                          |
| DDR              | 16  | 05 | 03 | 08 | 023:29          | −06            | WM-Qualifikation 1974 |
| Deutschland      | 15  | 02 | 03 | 10 | 019:41          | −22            | EM-Vorrunde 1984, 2000; WM-Qualifikation 2022                                                                                     |
| England          | 12  | 03 | 06 | 03 | 010:11          | −1             | WM-Qualifikation 1982, 1986, WM-Vorrunde 1970, 1998; EM-Vorrunde 2000                                                             |
| Finnland         | 13  | 09 | 04 | 0  | 030:05          | +25            | WM-Qualifikation 1974, 1986, 2006; EM-Qualifikation 1972, 2016; UEFA Nations League 2022/23                                       |
| Frankreich       | 16  | 03 | 05 | 08 | 016:21          | −05            | WM-Qualifikation 2010; EM-Qualifikation 1996, 2012, EM-Vorrunde 1996, 2008, 2016                                                  |
| Griechenland     | 35  | 18 | 10 | 07 | 070:36          | +34            | WM-Qualifikation 1958, 1970, 1990, 2014; EM-Qualifikation 2016                                                                    |
| Israel           | 24  | 12 | 07 | 05 | 036:24          | +12            | EM-Qualifikation 1996, 2024 |
| Italien          | 17  | 02 | 05 | 10 | 014:28          | −14            | WM-Qualifikation 2002; EM-Qualifikation 1968, 1984, EM-Viertelfinale 2000, EM-Vorrunde 2008                                       |
| Jugoslawien      | 39  | 16 | 05 | 18 | 058:65          | −07            | WM-Qualifikation 1934, 1958, 1978; EM-Qualifikation 1980                                                                          |
| Litauen          | 15  | 14 | 0  | 01 | 029:09          | +20            | WM-Qualifikation 1998, 2002, 2010; UEFA Nations League 2018/19, 2024/25                                                           |
| Niederlande      | 15  | 01 | 03 | 11 | 003:32          | −29            | Achtelfinale der Olympischen Spiele 1924; WM-Qualifikation 2006, 2014; EM-Qualifikation 2008, EM-Vorrunde 2008, Achtelfinale 2024 |
| Norwegen         | 15  | 05 | 07 | 03 | 017:14          | +04            | WM-Qualifikation 1982; EM-Qualifikation 2004, 2010, 2021; UEFA Nations League 2020/21                                             |
| Österreich       | 10  | 02 | 05 | 03 | 12:12           | ± 0            | WM-Qualifikation 2010; EM-Qualifikation 1988; UEFA Nations League 2020/21                                                         |
| Polen            | 36  | 14 | 15 | 07 | 056:57          | −01            | EM-Qualifikation 1996; WM-Qualifikation 2018                                                                                      |
| Portugal         | 11  | 04 | 02 | 05 | 009:11          | −02            | WM-Qualifikation 1966, 1970; EM-Qualifikation 2000, EM-Vorrunde 1984, 2000                                                        |
| Schweden         | 11  | 03 | 03 | 05 | 012:22          | −10            | EM-Qualifikation 1984, 2020 |
| Schweiz          | 15  | 06 | 05 | 04 | 019:22          | −03            | WM-Qualifikation 1934, 1970, 1982, WM-Vorrunde 1994; EM-Qualifikation 1968, 1992, 2024, EM-Vorrunde 2016                          |
| Slowakei         | 12  | 05 | 06 | 01 | 021:13          | +08            | EM-Qualifikation 1996, 2000, EM-Vorrunde 2024                                                                                     |
| Spanien          | 18  | 05 | 06 | 07 | 019:28          | −09            | WM-Qualifikation 1978; EM-Qualifikation 1964, 1976, 1980, 1988, 2020, EM-Vorrunde 1984, 1996                                      |
| Tschechoslowakei | 29  | 06 | 07 | 16 | 033:62          | −29            | WM-Qualifikation 1954, 1966, 1994, WM-Vorrunde 1970, WM-Achtelfinale 1934; EM-Qualifikation 1972, 1984, EM-Viertelfinale 1960     |
| Türkei           | 26  | 14 | 07 | 05 | 049:24          | +25            | WM-Qualifikation 1966, 1986, 2014; EM-Qualifikation 1960                                                                          |
| Ungarn           | 24  | 05 | 08 | 11 | 026:48          | −22            | WM-Qualifikation 1982, 2002, 2014; EM-Viertelfinale 1972; EM-Qualifikation 2000, 2016; Olympia-Vorrunde 1952                      |
| Zypern           | 15  | 11 | 03 | 01 | 041:12          | +29            | WM-Qualifikation 1994; EM-Qualifikation 1968, 1980, 1984; UEFA Nations League 2024/25                                             |

Legende:
- grüner Hintergrund = Bilanz positiv (Anzahl der Siege höher als die der Niederlagen)
- gelber Hintergrund = Bilanz ausgeglichen
- roter Hintergrund = Bilanz negativ (Anzahl der Niederlagen höher als die der Siege)

Anmerkungen zur Tabelle:
1. ↑  Falls ein Spiel nach regulärer Spielzeit oder Verlängerung endet, wird er mit dem entsprechenden Resultat gewertet. Im Elfmeterschießen entschiedene Spiele zählen im Folgenden mit dem Spielstand vor Beginn des Elfmeterschießens.

### Spiele gegen Fußballnationalmannschaften der deutschsprachigen Länder
Die Ergebnisse sind stets aus rumänischer Sicht genannt.
| Nr.                        | Datum                    | Ergebnis                 |                          | Austragungsort               | Anlass                   |
| Spiele gegen Deutschland   | Spiele gegen Deutschland | Spiele gegen Deutschland | Spiele gegen Deutschland | Spiele gegen Deutschland     | Spiele gegen Deutschland |
| -------------------------- | ------------------------ | ------------------------ | ------------------------ | ---------------------------- | ------------------------ |
| 1                          | 25. Aug. 1935            | 2:4                      | A                        | Erfurt                       |                          |
| 2                          | 25. Sep. 1938            | 1:4                      | H                        | Bukarest                     |                          |
| 3                          | 14. Juli 1940            | 3:9                      | A                        | Frankfurt am Main            |                          |
| 4                          | 1. Juni 1941             | 1:4                      | H                        | Bukarest                     |                          |
| 5                          | 16. Aug. 1942            | 0:7                      | A                        | Beuthen                      |                          |
| 6                          | 1. Juni 1966             | 0:1                      | A                        | Ludwigshafen am Rhein        |                          |
| 7                          | 22. Nov. 1967            | 1:0                      | H                        | Bukarest                     |                          |
| 8                          | 8. Apr. 1970             | 1:1                      | A                        | Stuttgart                    |                          |
| 9                          | 17. Juni 1984            | 1:2                      | *                        | Lens (Frankreich)            | EM-Vorrunde              |
| 10                         | 5. Sep. 1998             | 1:1                      | *                        | Valletta (Malta)             |                          |
| 11                         | 12. Juni 2000            | 1:1                      | *                        | Lüttich (Belgien)            | EM-Vorrunde              |
| 12                         | 28. Apr. 2004            | 5:1                      | H                        | Bukarest                     |                          |
| 13                         | 12. Sep. 2007            | 1:3                      | A                        | Köln                         |                          |
| 14                         | 28. März 2021            | 0:1                      | H                        | Bukarest                     | WM-Qualifikation         |
| 15                         | 8. Okt. 2021             | 1:2                      | A                        | Hamburg                      | WM-Qualifikation         |
| Spiele gegen die DDR       |                          |                          |                          |                              |                          |
| 1                          | 26. Okt. 1952            | 3:1                      | H                        | Bukarest                     |                          |
| 2                          | 8. Mai 1954              | 1:0                      | A                        | Ost-Berlin                   |                          |
| 3                          | 18. Sep. 1955            | 2:3                      | H                        | Bukarest                     |                          |
| 4                          | 14. Sep. 1958            | 2:3                      | A                        | Leipzig                      |                          |
| 5                          | 14. Okt. 1962            | 2:3                      | A                        | Dresden                      |                          |
| 6                          | 12. Mai 1963             | 3:2                      | H                        | Bukarest                     |                          |
| 7                          | 21. Sep. 1966            | 0:2                      | A                        | Gera                         |                          |
| 8                          | 27. Mai 1973             | 1:0                      | H                        | Bukarest                     | WM-Qualifikation         |
| 9                          | 26. Sep. 1973            | 0:2                      | A                        | Leipzig                      | WM-Qualifikation         |
| 10                         | 27. Apr. 1977            | 1:1                      | H                        | Bukarest                     |                          |
| 11                         | 1. Juni 1979             | 0:1                      | A                        | Ost-Berlin                   |                          |
| 12                         | 27. Apr. 1980            | 2:2                      | H                        | Bukarest                     |                          |
| 13                         | 17. Nov. 1982            | 1:4                      | A                        | Karl-Marx-Stadt              |                          |
| 14                         | 24. Aug. 1983            | 1:0                      | H                        | Bukarest                     |                          |
| 15                         | 29. Aug. 1984            | 1:2                      | A                        | Gera                         |                          |
| 16                         | 30. März 1988            | 3:3                      | A                        | Halle (Saale)                |                          |
| Spiele gegen Liechtenstein |                          |                          |                          |                              |                          |
| 1                          | 29. März 1997            | 8:0                      | H                        | Bukarest                     | WM-Qualifikation         |
| 2                          | 6. Sep. 1997             | 8:1                      | A                        | Eschen                       | WM-Qualifikation         |
| 3                          | 2. Sep. 1998             | 7:0                      | H                        | Bukarest                     | EM-Qualifikation         |
| 4                          | 9. Okt. 1999             | 3:0                      | A                        | Vaduz                        | EM-Qualifikation         |
| 5                          | 5. Sep. 2021             | 2:0                      | H                        | Bukarest                     | WM-Qualifikation         |
| 6                          | 14. Nov. 2021            | 2:0                      | A                        | Vaduz                        | WM-Qualifikation         |
| Spiele gegen Österreich    |                          |                          |                          |                              |                          |
| 1                          | 20. Mai 1924             | 1:4                      | A                        | Wien                         |                          |
| 2                          | 8. Mai 1932              | 4:1                      | H                        | Bukarest                     |                          |
| 3                          | 16. Okt. 1932            | 1:0                      | A                        | Linz                         |                          |
| 4                          | 1. Mai 1968              | 1:1                      | A                        | Linz                         |                          |
| 5                          | 3. Sep. 1972             | 1:1                      | H                        | Craiova                      |                          |
| 6                          | 10. Sep. 1986            | 4:0                      | H                        | Bukarest                     | EM-Qualifikation         |
| 7                          | 18. Nov. 1987            | 0:0                      | A                        | Wien                         | EM-Qualifikation         |
| 8                          | 1. Apr. 2009             | 1:2                      | A                        | Klagenfurt                   | WM-Qualifikation         |
| 9                          | 9. Sep. 2009             | 1:1                      | H                        | Bukarest                     | WM-Qualifikation         |
| 10                         | 5. Juni 2012             | 0:0                      | A                        | Innsbruck                    |                          |
| 11                         | 7. Sep. 2020             | 3:2                      | A                        | Klagenfurt                   | UEFA Nations League      |
| 12                         | 14. Okt. 2020            | 0:1                      | H                        | Ploiești                     | UEFA Nations League      |
|                            | 7. Juni 2025             | -:-                      | A                        |                              | WM-Qualifikation         |
|                            | 12. Okt. 2025            | -:-                      | H                        |                              | WM-Qualifikation         |
| Spiele gegen die Schweiz   |                          |                          |                          |                              |                          |
| 1                          | 29. Okt. 1933            | 2:2 a                    | A                        | Bern                         | WM-Qualifikation         |
| 2                          | 2. Nov. 1966             | 4:2                      | H                        | Bukarest                     | EM-Qualifikation         |
| 3                          | 24. Mai 1967             | 1:7                      | A                        | Zürich                       | EM-Qualifikation         |
| 4                          | 23. Nov. 1968            | 2:0                      | H                        | Bukarest                     | WM-Qualifikation         |
| 5                          | 14. Mai 1969             | 1:0                      | A                        | Lausanne                     | WM-Qualifikation         |
| 6                          | 10. Okt. 1981            | 1:2                      | H                        | Bukarest                     | WM-Qualifikation         |
| 7                          | 11. Nov. 1981            | 0:0                      | A                        | Bern                         | WM-Qualifikation         |
| 8                          | 3. Apr. 1990             | 1:2                      | A                        | Luzern                       |                          |
| 9                          | 3. Apr. 1991             | 0:0                      | A                        | Neuchâtel                    | EM-Qualifikation         |
| 10                         | 13. Nov. 1991            | 1:0                      | H                        | Bukarest                     | EM-Qualifikation         |
| 11                         | 22. Juni 1994            | 1:4                      | *                        | Detroit (Vereinigte Staaten) | WM-Vorrunde              |
| 12                         | 30. Mai 2012             | 1:0                      | A                        | Luzern                       |                          |
| 13                         | 15. Juni 2016            | 1:1                      | *                        | Paris (Frankreich)           | EM-Vorrunde              |
| 14                         | 7. Sep. 2020             | 3:2                      | A                        | Klagenfurt (Österreich)      | UEFA Nations League      |
| 15                         | 14. Okt. 2020            | 0:1                      | H                        | Klagenfurt (Österreich)      | UEFA Nations League      |
| 16                         | 28. März 2021            | 0:1                      | A                        | Bukarest                     | WM-Qualifikation         |
| 17                         | 5. Sep. 2021             | 2:0                      | H                        | Bukarest                     | WM-Qualifikation         |
| 18                         | 8. Okt. 2021             | 1:2                      | A                        | Hamburg (Deutschland)        | WM-Qualifikation         |
| 19                         | 14. Nov. 2021            | 2:0                      | A                        | Vaduz (Liechtenstein)        | WM-Qualifikation         |
| 20                         | 19. Juni 2023            | 2:2                      | A                        | Luzern (Schweiz)             | EM-Qualifikation         |
| 21                         | 21. Nov. 2023            | 2:1                      | H                        | Bukarest                     | EM-Qualifikation         |
| 22                         | 7. Juni 2023             | 0:0                      | H                        | Bukarest                     |                          |